# Muscolo estensore ulnare del carpo
Il muscolo estensore ulnare del carpo (o cubitale posteriore) è un muscolo della loggia posteriore e superficiale dell'avambraccio.

## Origine e inserzione
Origina dalla faccia posteriore dell'epicondilo laterale dell'omero, dalla faccia posteriore dell'ulna, dal legamento collaterale radiale e dal legamento anulare del radio dell'articolazione del gomito e dalla fascia antibrachiale. È posto medialmente al muscolo estensore proprio del mignolo.
Distalmente il tendine passa attraverso il 6º condotto tendineo del legamento dorsale del carpo e si inserisce sulla faccia mediale della base del 5º metacarpale.

## Azione
Estende la mano sull'avambraccio e adduce la mano